# بازنماها
بازنماها (نام علمی: Pseudastur) نام یک سرده از تیره بازان است. واژه انگلیسی Hawk و واژه لاتین Astur به بازها اشاره می‌کند و واژه Pseud، غیراصیل بودن این گروه از بازها را یادآور می‌شود.